# Arbory
Arbory är en parish på Isle of Man. Den ligger på den sydvästra delen av Isle of Man, 14 km väster om huvudstaden Douglas. Antalet invånare är 1 747. De två största orterna i området är Colby och Ballabeg.